# Common Desktop Environment
Das Common Desktop Environment, kurz CDE, ist eine unter der LGPL veröffentlichte Desktop-Umgebung für Unix-Systeme und verwendet Motif als zugrundeliegendes Toolkit zum Erstellen der grafischen Elemente.

## Geschichte
Entwickelt wurde CDE anfangs als proprietäre Software, welche im Juni 1993 erstveröffentlicht wurde. Später wurde die Anwendungsumgebung von der Open Group weiterentwickelt, welcher Unternehmen wie HP, IBM und Sun Microsystems angehören. 2006 wurde eine Petition zur Offenlegung der Quellen gestartet. Und am 6. August 2012 wurden die zugehörigen Quelltexte erstmals unter der LGPL veröffentlicht.
Die Anwendungsumgebung war bis 2000 der Standard-Desktop bei vielen kommerziellen Unix-Systemen. Durch die rasante Entwicklung von alternativen freien Desktop-Umgebungen wie GNOME oder KDE verlor es stark an Bedeutung. Seit Anfang 2006 enthält Solaris 10 sowohl CDE als auch das GNOME-basierte Java Desktop System. In OpenSolaris gab es den CDE-Desktop nicht mehr.

## Nachfolge
Inspiriert von CDE entstanden 1996 die Open-Source-Desktop-Umgebungen KDE und Xfce, die sich nach anfänglicher optischer Nähe aber mittlerweile deutlich von CDE unterscheiden.